# Liste der Bodendenkmäler in Ergoldsbach
ǎǎAuf dieser Seite sind die Bodendenkmäler in dem niederbayerischen Markt Ergoldsbach zusammengestellt. Diese Tabelle ist eine Teilliste der Liste der Bodendenkmäler in Bayern. Grundlage ist die Bayerische Denkmalliste, die auf Basis des Bayerischen Denkmalschutzgesetzes vom 1. Oktober 1973 erstmals erstellt wurde und seither durch das Bayerische Landesamt für Denkmalpflege geführt wird. Die folgenden Angaben ersetzen nicht die rechtsverbindliche Auskunft der Denkmalschutzbehörde.

## Bodendenkmäler in Ergoldsbach
| Lage       | Objekt | Akten-Nr.     | Bild |
| ---------- | --- | ------------- | ---- |
| (Standort) | Grabhügel vorgeschichtlicher Zeitstellung. | D-2-7239-0130 |      |
| (Standort) | Frühmittelalterliches Reihengräberfeld. | D-2-7239-0153 |      |
| (Standort) | Körpergräber vor- und frühgeschichtlicher Zeitstellung und verebneter vorgeschichtlicher Grabhügel mit Kreisgraben. | D-2-7239-0154 |      |
| (Standort) | Burgstall des Mittelalters. | D-2-7239-0155 |      |
| (Standort) | Siedlung vor- und frühgeschichtlicher Zeitstellung. | D-2-7239-0157 |      |
| (Standort) | Siedlung vor- und frühgeschichtlicher Zeitstellung. | D-2-7239-0158 |      |
| (Standort) | Siedlung vor- und frühgeschichtlicher Zeitstellung. | D-2-7239-0164 |      |
| (Standort) | Siedlung der Münchshöfener Gruppe. | D-2-7239-0165 |      |
| (Standort) | Frühmittelalterlicher Bestattungsplatz. | D-2-7239-0166 |      |
| (Standort) | Siedlung vor- und frühgeschichtlicher Zeitstellung. | D-2-7239-0167 |      |
| (Standort) | Siedlung vor- und frühgeschichtlicher Zeitstellung. | D-2-7239-0169 |      |
| (Standort) | Untertägige mittelalterliche und frühneuzeitliche Befunde im Bereich der katholischen Filialkirche St. Stephan in Iffelkofen, darunter die Spuren von Vorgängerbauten bzw. älterer Bauphasen.                                                                                               | D-2-7239-0218 |      |
| (Standort) | Untertägige mittelalterliche und frühneuzeitliche Befunde im Bereich des Schlosses von Jellenkofen mit abgegangenen Wirtschaftsgebäuden und Gartenanlagen. | D-2-7239-0220 |      |
| (Standort) | Untertägige mittelalterliche und frühneuzeitliche Befunde im Bereich der katholischen Filialkirche St. Petrus in Langenhettenbach, darunter die Spuren von Vorgängerbauten bzw. älterer Bauphasen.                                                                                          | D-2-7239-0222 |      |
| (Standort) | Untertägige mittelalterliche und frühneuzeitliche Befunde im Bereich der Filialkirche St. Quirin in Dürrenhettenbach, darunter Spuren von Vorgängerbauten bzw. älteren Bauphasen. | D-2-7239-0268 |      |
| (Standort) | Verebnetes Grabenwerk und Siedlung vor- und frühgeschichtlicher Zeitstellung. | D-2-7239-0271 |      |
| (Standort) | Frühmittelalterliche Abschnittsbefestigung, Turmhügel des Mittelalters und untertägige mittelalterliche und frühneuzeitliche Befunde im Bereich des abgegangenen Schlosses von Ergoldsbach, darunter die Spuren von Vorgängerbauten bzw. älterer Bauphasen und abgebrochenen Gebäudeteilen. | D-2-7339-0004 |      |
| (Standort) | Siedlung vor- und frühgeschichtlicher Zeitstellung. | D-2-7339-0006 |      |
| (Standort) | Siedlung vor- und frühgeschichtlicher Zeitstellung, u. a. der Münchshöfener Gruppe. Frühmittelalterlicher Bestattungsplatz. | D-2-7339-0007 |      |
| (Standort) | Siedlung mit umgebendem Grabenwerk vor- und frühgeschichtlicher Zeitstellung. Frühmittelalterlicher Bestattungsplatz. | D-2-7339-0008 |      |
| (Standort) | Siedlung und verebnetes Grabenwerk vor- und frühgeschichtlicher Zeitstellung. | D-2-7339-0009 |      |
| (Standort) | Frühmittelalterlicher Bestattungsplatz. | D-2-7339-0011 |      |
| (Standort) | Verebnete Grabhügel vorgeschichtlicher Zeitstellung. | D-2-7339-0013 |      |
| (Standort) | Rundes Grabenwerk vor- und frühgeschichtlicher Zeitstellung (Vogelherd, Burgstall). | D-2-7339-0014 |      |
| (Standort) | Siedlung der Linearbandkeramik und der Stichbandkeramik/Gruppe Oberlauterbach. | D-2-7339-0015 |      |
| (Standort) | Siedlung vor- und frühgeschichtlicher Zeitstellung. | D-2-7339-0016 |      |
| (Standort) | Verebnetes viereckiges Grabenwerk vor- und frühgeschichtlicher Zeitstellung. Siedlung des Mittelalters bzw. der Neuzeit. | D-2-7339-0017 |      |
| (Standort) | Siedlung vor- und frühgeschichtlicher Zeitstellung. | D-2-7339-0018 |      |
| (Standort) | Siedlung vor- und frühgeschichtlicher Zeitstellung. | D-2-7339-0019 |      |
| (Standort) | Siedlung vor- und frühgeschichtlicher Zeitstellung. | D-2-7339-0020 |      |
| (Standort) | Siedlung vor- und frühgeschichtlicher Zeitstellung. | D-2-7339-0021 |      |
| (Standort) | Siedlung und verebnetes Erd-/Grabenwerk vor- und frühgeschichtlicher Zeitstellung. | D-2-7339-0022 |      |
| (Standort) | Siedlung vor- und frühgeschichtlicher Zeitstellung. | D-2-7339-0023 |      |
| (Standort) | Siedlung vor- und frühgeschichtlicher Zeitstellung. | D-2-7339-0024 |      |
| (Standort) | Grabhügel vorgeschichtlicher Zeitstellung. | D-2-7339-0026 |      |
| (Standort) | Siedlung der Linearbandkeramik. | D-2-7339-0027 |      |
| (Standort) | Verebneter vorgeschichtlicher Grabhügel bzw. verebnetes Grabenwerk vor- und frühgeschichtlicher Zeitstellung. | D-2-7339-0028 |      |
| (Standort) | Siedlung vor- und frühgeschichtlicher Zeitstellung. | D-2-7339-0029 |      |
| (Standort) | Siedlung und verebnete Gräben vor- und frühgeschichtlicher Zeitstellung. | D-2-7339-0030 |      |
| (Standort) | Siedlung vor- und frühgeschichtlicher Zeitstellung. | D-2-7339-0031 |      |
| (Standort) | Verebnete Grabhügel vorgeschichtlicher Zeitstellung. | D-2-7339-0032 |      |
| (Standort) | Verebneter Grabhügel vorgeschichtlicher Zeitstellung. | D-2-7339-0033 |      |
| (Standort) | Verebnete Grabhügel bzw. Siedlung vor- und frühgeschichtlicher Zeitstellung. | D-2-7339-0034 |      |
| (Standort) | Siedlung vor- und frühgeschichtlicher Zeitstellung. | D-2-7339-0035 |      |
| (Standort) | Siedlung vor- und frühgeschichtlicher Zeitstellung. | D-2-7339-0036 |      |
| (Standort) | Siedlung der Linearbandkeramik und der Latènezeit. | D-2-7339-0100 |      |
| (Standort) | Untertägige mittelalterliche und frühneuzeitliche Befunde im Bereich der katholischen Filialkirche St. Michael in Unterdörnbach, darunter die Spuren von Vorgängerbauten bzw. älterer Bauphasen.                                                                                            | D-2-7339-0317 |      |
| (Standort) | Untertägige mittelalterliche und frühneuzeitliche Befunde im Bereich der katholischen Filialkirche St. Nikolaus in Pfellnkofen, darunter die Spuren von Vorgängerbauten bzw. älterer Bauphasen.                                                                                             | D-2-7339-0320 |      |
| (Standort) | Untertägige mittelalterliche und frühneuzeitliche Befunde im Bereich der katholischen Kirche St. Stephan in Paindlkofen, darunter die Spuren von Vorgängerbauten bzw. älterer Bauphasen. | D-2-7339-0322 |      |
| (Standort) | Untertägige mittelalterliche und frühneuzeitliche Befunde im Bereich der katholischen Filialkirche Mariä Heimsuchung in Kläham, darunter die Spuren von Vorgängerbauten bzw. älterer Bauphasen.                                                                                             | D-2-7339-0324 |      |
| (Standort) | Untertägige mittelalterliche und frühneuzeitliche Befunde im Bereich der katholischen Filialkirche St. Martin in Martinshaun, darunter die Spuren von Vorgängerbauten bzw. älterer Bauphasen.                                                                                               | D-2-7339-0326 |      |
| (Standort) | Untertägige mittelalterliche und frühneuzeitliche Befunde im Bereich der katholischen Wallfahrtskirche St. Leonhard mit Nebengebäuden in Leonhardshaun, darunter die Spuren von Vorgängerbauten bzw. älterer Bauphasen.                                                                     | D-2-7339-0328 |      |
| (Standort) | Untertägige mittelalterliche und frühneuzeitliche Befunde im Bereich der katholischen Pfarrkirche St. Peter und Paul in Ergoldsbach, darunter die Spuren von Vorgängerbauten bzw. älterer Bauphasen.                                                                                        | D-2-7339-0332 |      |
| (Standort) | Untertägige mittelalterliche und frühneuzeitliche Befunde im Bereich der katholischen Kapelle St. Agatha in Ergoldsbach, darunter die Spuren von Vorgängerbauten bzw. älterer Bauphasen. | D-2-7339-0333 |      |
| (Standort) | Verebnetes Grabenwerk und Siedlung vor- und frühgeschichtlicher Zeitstellung. | D-2-7339-0363 |      |